# Безбилетная пассажирка
«Безбилетная пассажирка» — советский художественный фильм 1978 года режиссёра Юрия Победоносцева.

## Сюжет
Произошла случайная встреча двух молодых штукатуров Антона (Константин Кравинский) и Нины (Татьяна Догилева). Эта встреча круто меняет их жизнь ― они решают отправиться на строительство БАМа. Но Нина забывает купить билет на поезд. Во время путешествия к Азовскому морю герои привязываются друг к другу.

## В ролях
- Татьяна Догилева — Нинка (Нина Бабайцева)
- Константин Кравинский — Антон
- Амурбек Гобашиев — Тофик Максудович
- Тигран Давыдов — отец Антона
- Ольга Торбан — Саня Шарапова
- Наталья Харахорина — Лена Гущина
- Марина Щигарева — Маша Сизова
- Михаил Бычков — Мамченко
- Юрий Чигров — Подыма
- Тамара Яренко — буфетчица
- Вячеслав Гостинский — пассажир с билетом
- Виктор Камаев — капитан милиции
- Юрий Потёмкин — парень в кинотеатре
- Сергей Николаев — бригадир
- Манефа Соболевская — администратор в гостинице
- Григорий Лямпе — замначальника стройки

## Съёмки
Часть съёмок проходила в Усть-Лабинске.